# 名間庄

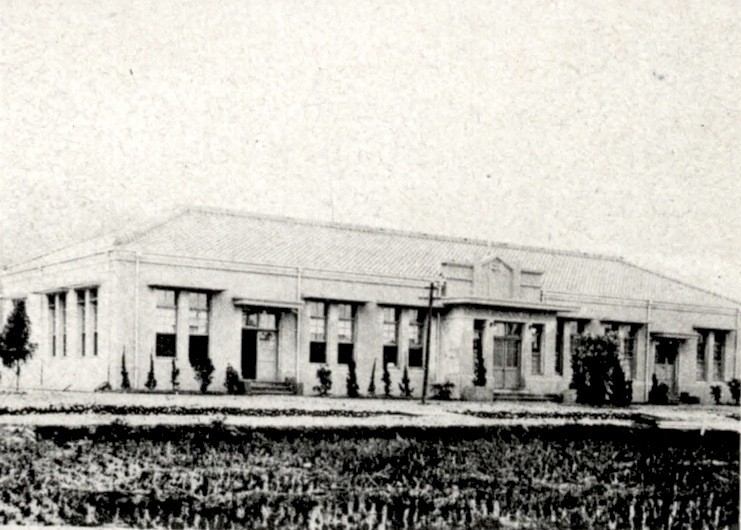
名間庄役場

名間庄，為1920年~1945年間存在之行政區，轄屬台中州南投郡。今南投縣名間鄉。

## 街原名
原屬
- 南投堡之番仔藔、下新厝庄、田仔庄、新街、大庄
- 沙連下堡之湳仔、濁水庄、炭藔庄
- 武東堡之皮仔藔、弓鞋庄、赤水庄、松柏坑庄、頂新厝庄、廍下庄
  - 湳仔改稱名間[1]

## 行政區劃
名間庄轄域內分為名間、番子寮、下新厝、新街、田子、大、濁水、炭寮、皮子寮、赤水、弓鞋、松柏坑、頂新厝、廍下十四個大字。
今日名間鄉現有二十三村，各里與日治時期大字對照如下：
| 大字名 | 現今村名         | 大字名 | 現今村名         | 大字名 | 現今村名   |
| ------ | ---------------- | ------ | ---------------- | ------ | ---------- |
| 新街   | 新街             | 名間   | 南雅、中正、中山 | 濁水   | 濁水       |
| 炭寮   | 炭寮、新民       | 番子寮 | 萬丹、仁和、東湖 | 田仔   | 田仔       |
| 下新厝 | 新光             | 大     | 大               | 頂新厝 | 新厝、崁腳 |
| 皮子寮 | 大坑             | 赤水   | 赤水、竹圍       | 弓鞋   | 三崙       |
| 松柏坑 | 松山、松柏、埔中 | 廍下   | 廍下             |        |            |

## 文教
- 名間公學校（今名間國小）
- 新街公學校（今新街國小）
- 頂新厝公學校（今中山國小）
- 頂新厝公學校弓鞋分教場（今弓鞋國小）
- 皮子寮公學校（今名崗國小）